# Pfälzischer Bauernkrieg

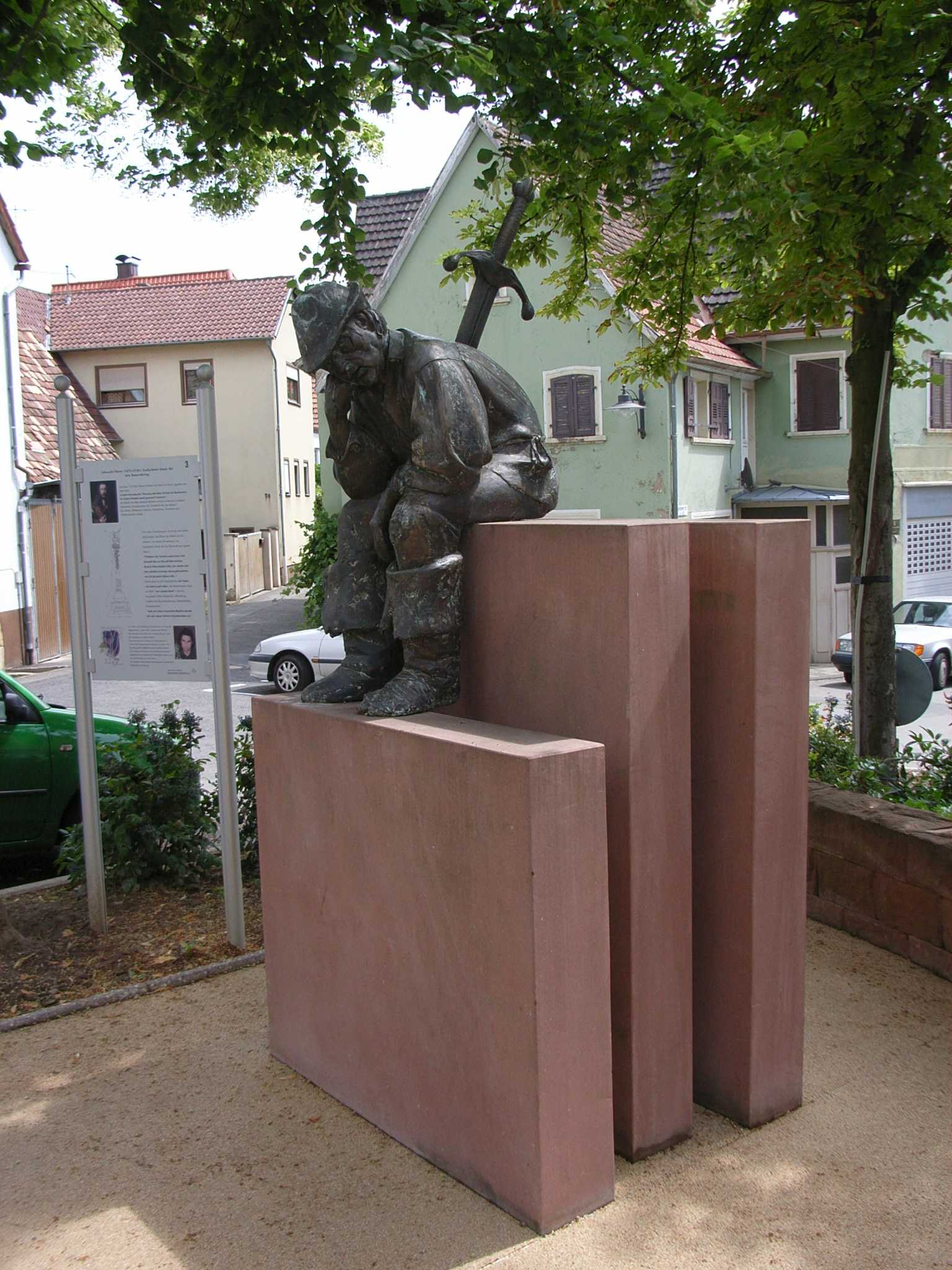
Denkmal für die geschlagenen Bauern in Nußdorf

Der pfälzische Bauernkrieg ist Teil des allgemeinen Deutschen Bauernkriegs am Mittel- und Oberrhein. Die Erhebung im pfälzischen Kurfürstentum und seiner Umgebung fand von April bis Juni 1525 statt.

## Geschichte
Der Beginn des Deutschen Bauernkriegs in der linksrheinischen Pfalz wird durch die Bildung des Nußdorfer Haufens bei Landau am 23. April 1525 markiert. Die Pfälzer plünderten einige umliegende Klöster (darunter die Johanniterorden Komturei Heimbach bei Zeiskam sowie Hördt, wo der Propst umkam) und Schlösser, bevor sie am 6. Mai die Stadt Neustadt kampflos einnahmen. Die Wolfsburg wurde innerhalb kurzer Zeit zweimal erobert und geplündert.
Das Programm der Bauernhaufen beruhte auf den Zwölf Artikeln, die in Memmingen formuliert und von denen 25.000 Exemplare gedruckt wurden. Ein zweiter Haufen hatte sich bei Bockenheim gebildet. Der pfälzische Kurfürst Ludwig V. sah sich so zu Verhandlungen mit dem Geilweiler Haufen und dem Bockenheimer Haufen gezwungen, die am 10. Mai in Forst begannen. Die Klagen sollten auf einem Landtag verhandelt werden. Der Kurfürst ging schließlich ab dem 23. Mai militärisch mit Unterstützung durch Kurtrierer Truppen gegen die Bauernhaufen vor, nachdem andere Fürsten bereits in Württemberg und im Elsass und Lothringen die Aufstände niedergeschlagen hatten. In der Schlacht bei Pfeddersheim wurden die pfälzischen Bauernhaufen am 23./24. Juni schließlich vernichtend geschlagen. 8000 Bauern sollen hier den Tod gefunden haben.